# 中国航天员列表

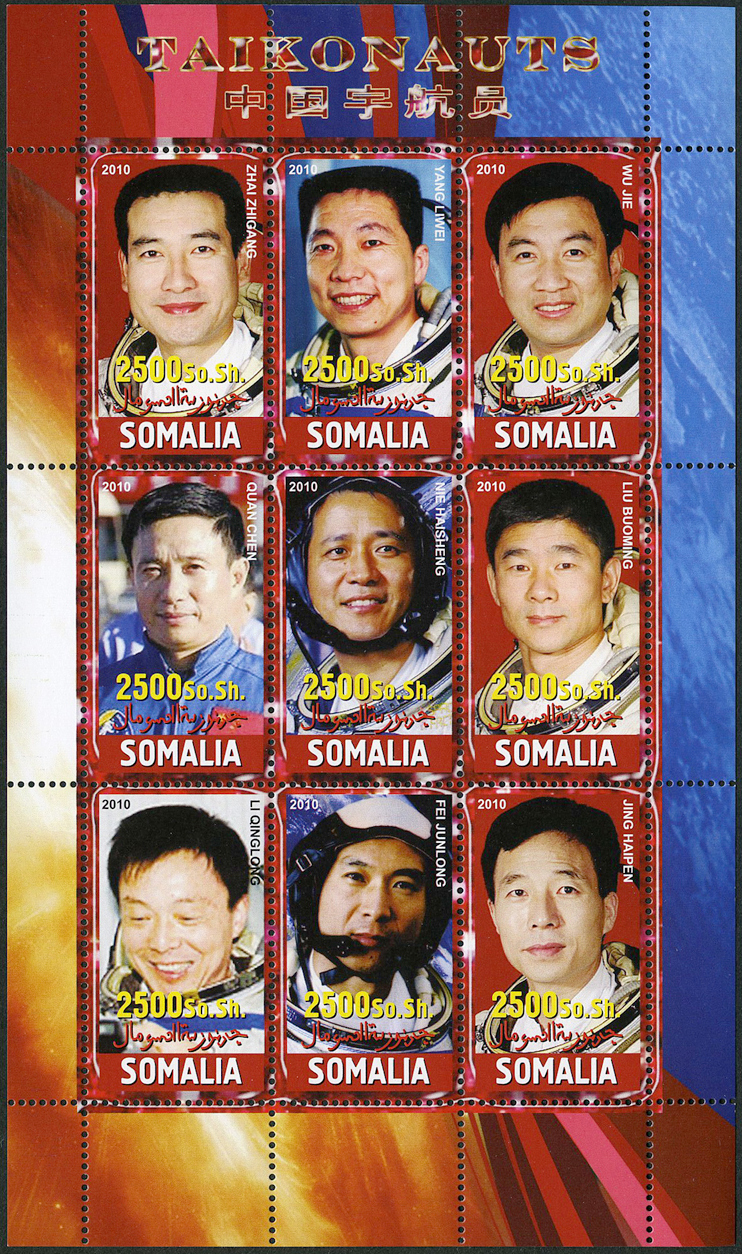
2010年索马里邮票上的中国航天员群像

本表列出现役及已退役的中国航天员人选，包括分别隶属中國載人航天工程辦公室及中国国家航天局，并由中国航天员中心培训之载人航天器乘员。
随着中国航天计划在20世纪60年代的萌生与发展以及冷战中美苏两国间太空竞赛的不断加剧，中国的载人航天计划因应形势而被提出。中国曾在1960年代末至70年代初提出了首个载人飞船方案设想，命名为“曙光一号”，原计划于1973年将首位中国航天员送入太空。该计划于1971年选拔了19名预备航天员人选，但因当时中国内外局势动荡及国力所限，计划被迫搁置。1985年，归化美籍的美国国家航空航天局宇航员王赣骏成为历史上第一个进入太空的华人。
1998年，为了给即将全面开展的921工程选拔合适的航天员人选，中国人民解放军航天员大队应运而生。2003年，杨利伟随神舟五号升空，成为中国首位进入太空的航天员，而本次飞行任务使得中国成为世界上继美国与前苏联（今俄罗斯）后第三个具有独立自主能力及技术将人类送入太空的国家。2008年神舟七号任务期间，翟志剛成为中国首位完成出舱活动的航天员。2012年，刘洋搭乘神舟九号飞船成为中国首位进入太空的女性。2021年，王亚平在神舟十三号任务中成为中国首位完成出舱活动的女航天员。2023年，朱杨柱在神舟十六号任务中成为中国首位进入太空的非飞行员出身的航天员，桂海潮在神舟十六号任务中成为中国首位进入太空的非现役军人、非职业航天员。
自中国载人航天工程全面启动以来，中国共选拔了四批共49名航天员人选；截至2025年5月24日，当中的26人已有过至少一次执行载人航天飞行任务的经历。除空间站任务以外，预计中国航天员未来还将执行中国载人登月任务。

## 航天员选拔

### 选拔来源
曙光一号：自空军歼击机现役飞行员中选拔。
航天驾驶员：第一批次自空军歼击机、强击机现役飞行员中选拔；第二批自空军歼击机、强击机（男性）和运输机（女性）现役飞行员选拔；第三批自空军飞行员中选拔；第四批自陆、海、空三军现役飞行员中选拔。
航天飞行工程师：第三批次自从事航空航天工程及相关领域专业的工程技术人员中选拔；第四批次自从事航空航天工程及相关领域专业的科研和工程技术人员中选拔。
载荷专家：第三批次自载人航天工程空间科学研究及应用领域的科研人员中选拔；第四批次自从事空间科学研究及应用相关领域的科研人员中选拔，选拔范围包括港澳地区。

### 选拔流程
分为初选、复选、定选三个阶段。

### 选拔标准
选拔标准主要是根据航天飞行任务、飞行时间、飞行环境因素对人的要求并综合考虑候选对象人群特点而制定，包括基本条件、临床医学选拔、一般生理功能选拔、航天环境耐力与适应性选拔、心理选拔、职业基本素质考察等标准。
临床医学选拔标准对航天驾驶员要求最高，航天飞行工程师要求次之，载荷专家要求更低一些。在航天环境耐力与适应性选拔中，航天驾驶员超重耐力检查的负荷比航天飞行工程师和载荷专家更高。
关于女性航天员，第二批选拔中的选拔标准包括无健康问题，以及由杨利伟补充建议的必须已婚和优先考虑已育（不过最终入选的刘洋和王亚平二人当时均未生育）。

## 航天员类型
航天员可分为职业航天员和非职业航天员，航天驾驶员和航天飞行工程师是职业航天员，载荷专家是非职业航天员。

### 航天驾驶员
航天驾驶员是载人航天器上负责航天器操纵、控制的航天员，主要承担对航天器的监视、控制和管理，飞行计划的执行、航天器的交会对接、飞行安全的保障等任务。

### 航天飞行工程师
航天飞行工程师是载人航天器上负责航天器运行管理、设备维护和维修的航天员，具有较深厚的航天器相关专业背景和工作经验，主要承担航天器在轨系统/设备等的安装调试、维护维修等任务。

### 载荷专家
载荷专家是载人航天器上从事空间科学研究和技术试验及负责有效载荷管理和操作的航天员，一般为某个领域的科学家或有特殊专长的专业人员，负责操作其承担的空间科学研究项目或载荷。

## 飞行乘组职责

### 指令长
神舟飞船飞行乘组通常由三名航天员组成，由一名航天员担任乘组指令长。指令长是飞行乘组的指挥和负责人，通常由航天驾驶员担任，也可由航天飞行工程师担任。

## 航天员资格
职业航天员（中国人民解放军航天员大队成员）可以获得航天员资格。航天员资格分为5个等级：四级航天员、三级航天员、二级航天员、一级航天员、特级航天员。预备航天员入选某个批次后，还不是正式的航天员，而要首先作为航天学员进行训练，完成训练大纲，通过考核结业后，方可获得航天员资格，为四级航天员或三级航天员。其后可以获得其他等级资格。

## 航天员列表（已飞）

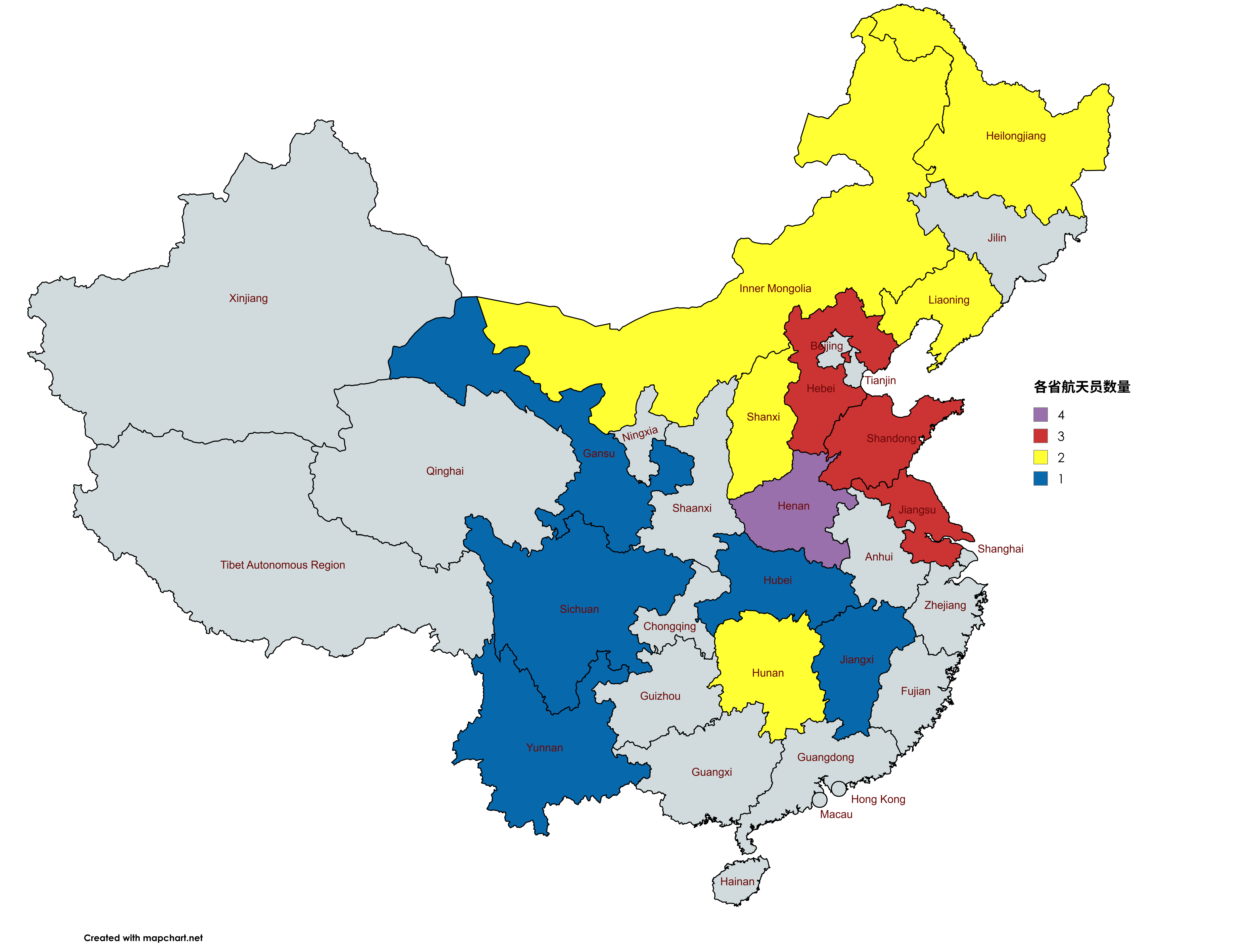
中国各省级行政区出身的已飞航天员数量分布地图（截至2024年10月）

截至2025年4月，已有26名中国航天员进入太空，其中：9人为1960年代出生，5人为1970年代出生，10人为1980年代出生，2人为1990年代出生；23人为男性，3人为女性；出生地为黑龙江省2人，辽宁省2人，山东省2人，山西省2人，河北省3人，河南省4人，湖北省1人，湖南省2人，江苏省3人，江西省1人，四川省1人，云南省1人，甘肃省1人；内蒙古自治区1人；24人为汉族，2人为中国少数民族（满族）；26人全部为中国共产党党员；25人为现役军人，现属中国人民解放军军事航天部队下辖的中国人民解放军航天员大队，1人为平民。
- 目前在太空中
- 退役

| 姓名   | 肖像 | 出生年份 | 入选年份 | 所属             | 执行任务（时间） | 任务总时长                  | 备注 |
| ------ | ---- | -------- | -------- | ---------------- | --- | --------------------------- | --- |
| 杨利伟 |      | 1965     | 1998     | 中国航天员大队   | 神舟五号（2003/10/15–2003/10/16） | 21小时22分钟45秒            | 第一位进入太空的中国人。 |
| 费俊龙 |      | 1965     | 1998     | 中国航天员大队   | 神舟六号（2005/10/12–2005/10/17） 神舟十五号（2022/11/29–2023/6/4）                                                                    | 191天2小时56分              | 中国首位多人飞天任务乘组的指令长。 神舟十五号任务期间曾与神舟十四号航天员乘组共同完成中国首次“太空会师”。 |
| 聂海胜 |      | 1964     | 1998     | 中国航天员大队   | 神舟六号（2005/10/12–2005/10/17） 神舟十号（2013/6/11–2013/6/26） 神舟十二号（2021/6/17–2021/9/17）                                    | 111天14小时12分             | 中国首个多人飞天任务乘组成员之一。 中国首位完成太空授课任务的航天员乘组成员指令长。 中国首个空间站长期驻留任务乘组指令长。                                                                                     |
| 翟志刚 |      | 1966     | 1998     | 中国航天员大队   | 神舟七号（2008/9/25–2008/9/28） 神舟十三号（2021/10/16–2022/4/16）                                                                     | 185天5小时59分              | 首位完成太空出舱活动的中国航天员。 中国首个三人飞天任务航天员乘组指令长。 中国首位完成六个月常态化空间站驻留任务的航天员乘组指令长。                                                                           |
| 刘伯明 |      | 1966     | 1998     | 中国航天员大队   | 神舟七号（2008/9/25–2008/9/28） 神舟十二号（2021/6/17–2021/9/17）                                                                      | 95天0小时29分               | 中国首个三人飞天任务乘组成员之一。 中国首位空间站长期驻留任务乘组成员之一。 |
| 景海鹏 |      | 1966     | 1998     | 中国航天员大队   | 神舟七号（2008/9/25–2008/9/28） 神舟九号（2012/6/16–2012/6/29） 神舟十一号（2016/10/17–2016/11/18） 神舟十六号（2023/5/30–2023/10/31） | 202天3小时1分               | 中国首位三人飞天任务乘组成员之一。 首位在轨完成载人空间交会对接任务的中国航天员乘组指令长。 首位二度/三度/四度飞天的中国航天员。 首位二度担任指令长的中国航天员。 首位完成中期太空驻留的中国航天员乘组指令长。 |
| 刘旺   |      | 1969     | 1998     | 中国航天员大队   | 神舟九号（2012/6/16/–2012/6/29） | 12天15小时25分              | 中国首个在轨完成载人空间交会对接任务的航天员乘组成员之一。 |
| 刘洋   |      | 1978     | 2010     | 中国航天员大队   | 神舟九号（2012/6/16–2012/6/29） 神舟十四号（2022/6/5–2022/12/4）                                                                       | 195天0小时48分              | 中国首位女航天员。 首位执行飞行任务的第二批航天员成员。 中国首位在轨完成载人空间交会对接任务的航天员乘组成员之一。 神舟十四号任务期间曾与神舟十五号航天员乘组共同完成中国首次“太空会师”。                      |
| 张晓光 |      | 1966     | 1998     | 中国航天员大队   | 神舟十号（2013/6/11–2013/6/26） | 14天14小时29分              | 中国首位完成太空授课任务的航天员乘组成员之一。 |
| 王亚平 |      | 1980     | 2010     | 中国航天员大队   | 神舟十号（2013/6/11–2013/6/26） 神舟十三号（2021/10/16–2022/4/16）                                                                     | 197天0小时1分               | 中国首位完成太空授课任务的航天员乘组成员之一。 中国首个完成六个月常态化空间站驻留任务的航天员乘组成员之一。 中国首位完成太空出舱任务的女航天员。                                                               |
| 陈冬   |      | 1978     | 2010     | 中国航天员大队   | 神舟十一号（2016/10/17–2016/11/18） 神舟十四号（2022/6/5–2022/12/4） 神舟二十号（2025/04/24–）                                         | 245天5小时又17分 （进行中） | 首位完成中期太空驻留的中国航天员乘组成员之一。 第二批航天员中的首位指令长。 神舟十四号任务期间曾与神舟十五号航天员乘组共同完成中国首次“太空会师”。                                                             |
| 汤洪波 |      | 1975     | 2010     | 中国航天员大队   | 神舟十二号（2021/6/17–2021/9/17） 神舟十七号（2023/10/26–2024/4/30）                                                                   | 279天10小时42分             | 中国首个空间站长期驻留任务乘组成员之一。 中国首个多次执行空间站任务的航天员。 |
| 叶光富 |      | 1980     | 2010     | 中国航天员大队   | 神舟十三号（2021/10/16–2022/4/16） 神舟十八号（2024/4/25–2024/11/04）                                                                  | 374天13小时57分             | 中国首个完成六个月常态化空间站驻留任务的航天员乘组成员之一。 |
| 蔡旭哲 |      | 1976     | 2010     | 中国航天员大队   | 神舟十四号（2022/6/5–2022/12/4） 神舟十九号（2024/10/30–2025/04/30）                                                                   | 364天19小时04分             | 神舟十四号任务期间曾与神舟十五号航天员乘组共同完成中国首次“太空会师”。 |
| 邓清明 |      | 1966     | 1998     | 中国航天员大队   | 神舟十五号（2022/11/29–2023/6/4） | 186天7小时24分              | 首批航天员人选中最后一位完成飞行任务的航天员。 神舟十五号任务期间曾与神舟十四号航天员乘组共同完成中国首次“太空会师”。                                                                                          |
| 张陆   |      | 1976     | 2010     | 中国航天员大队   | 神舟十五号（2022/11/29–2023/6/4） | 186天7小时24分              | 神舟十五号任务期间曾与神舟十四号航天员乘组共同完成中国首次“太空会师”。 第二批航天員人選中最後一位完成飛行任務的航天員。                                                                                        |
| 朱杨柱 |      | 1986     | 2020     | 中国航天员大队   | 神舟十六号（2023/5/30–2023/10/31） | 153天22小时40分             | 中国首位执行飞行任务的飞行工程师。 |
| 桂海潮 |      | 1986     | 2020     | 北京航空航天大学 | 神舟十六号（2023/5/30–2023/10/31） | 153天22小时40分             | 中国首位进入太空的非现役军人航天员。 中国首位执行飞行任务的载荷专家。 |
| 唐胜杰 |      | 1989     | 2020     | 中国航天员大队   | 神舟十七号（2023/10/26–2024/4/30） | 187天6小时31分              | 首位执行飞行任务的第三批航天驾驶员之一。 |
| 江新林 |      | 1988     | 2020     | 中国航天员大队   | 神舟十七号（2023/10/26–2024/4/30） | 187天6小时31分              | 首位执行飞行任务的第三批航天驾驶员之一。 |
| 李聪   |      | 1989     | 2020     | 中国航天员大队   | 神舟十八号（2024/4/25–2024/11/04） | 192天4小时25分              | |
| 李广苏 |      | 1987     | 2020     | 中国航天员大队   | 神舟十八号（2024/4/25–2024/11/04） | 192天4小时25分              | |
| 宋令东 |      | 1990     | 2020     | 中国航天员大队   | 神舟十九号（2024/10/30–2025/04/30） | 182天8小时41分              | |
| 王浩泽 |      | 1990     | 2020     | 中国航天员大队   | 神舟十九号（2024/10/30–2025/04/30） | 182天8小时41分              | |
| 陈中瑞 |      | 1984     | 2020     | 中国航天员大队   | 神舟二十号（2025/04/24–） | 30天13小时又24分 （进行中） | |
| 王杰   |      | 1989     | 2020     | 中国航天员大队   | 神舟二十号（2025/04/24–） | 30天13小时又24分 （进行中） | |

## 航天员列表（按选拔批次）

### 714工程
1969年10月启动选拔，1971年3月15日入选，共19人（另说20人），作为曙光一号计划（714工程）预备航天员。
- 柴鸿良[21][17]
- 董小海[17]
- 杜金城[17]
- 方国俊[22][17]
- 胡占孜[23][17]
- 李世长[17]
- 刘崇富[17]
- 刘忠义[17]
- 鲁祥孝[17]
- 马子忠[17]
- 孟森林[17]
- 邵志坚[17]
- 王福和[17]
- 王福全[17]
- 王全博[17]
- 王荣森[17]
- 王志跃[24][17]
- 余桂林[25]（存疑[26]）
- 张汝祥[17]

### 921工程

#### 第一批
1996年10月入选，2003年7月3日结业，共2人，全部为航天驾驶员。原本作为航天员教练员培养，后来2人申请参加航天员选拔并入选。
- 李庆龙（2014年退役）[27]
- 吴杰（备份：神舟六号；2014年退役）[27]

1995年10月启动选拔，1998年1月入选，2003年7月3日结业，共12人，全部为航天驾驶员。以下粗体为已飞。
- 陈全（备份：神舟七号指令长；2014年退役）[27]
- 邓清明（任务：神舟十五号；备份：神舟九号，神舟十号，神舟十一号，神舟十二号）
- 费俊龙（任务：神舟六号指令长，神舟十五号指令长；备份：神舟七号）
- 景海鹏（任务：神舟七号，神舟九号指令长，神舟十一号指令长，神舟十六号指令长；备份：神舟六号）
- 劉伯明（任务：神舟七号，神舟十二号；备份：神舟六号指令长）
- 刘旺（任务：神舟九号）
- 聂海胜（任务：神舟六号，神舟十号指令长，神舟十二号指令长；备份：神舟五号指令长，神舟七号，神舟九号）
- 潘占春（2014年退役）[27]
- 杨利伟（任务：神舟五号指令长）
- 翟志剛（任务：神舟七号指令长，神舟十三号指令长；备份：神舟五号指令长，神舟六号指令长）
- 张晓光（任务：神舟十号；备份：神舟九号）
- 赵传东（2014年退役）[27]

#### 第二批
2009年5月启动选拔，2010年5月入选，共7人（2位女性），全部为航天驾驶员。
- 蔡旭哲（任务：神舟十四号，神舟十九号指令长）
- 陈冬（任务：神舟十一号，神舟十四号指令长，神舟二十号指令长）
- 刘洋（任务：神舟九号，神舟十四号）
- 汤洪波（任务：神舟十二号，神舟十七号指令长；备份：神舟十一号）
- 王亚平（任务：神舟十号，神舟十三号；备份：神舟九号）
- 叶光富（任务：神舟十三号，神舟十八号指令长）
- 张陆（任务：神舟十五号）

#### 第三批
2018年4月24日（中国航天日）启动选拔，2020年9月入选，共18人（1位女性），其中航天驾驶员7名、航天飞行工程师7名，载荷专家4名。本批选拔考虑空间站任务和登月任务需求。
截至2025年4月神舟二十号任务，该批次有10人名字披露。
- 桂海潮 载荷专家（任务：神舟十六号）
- 朱杨柱 航天飞行工程师（任务：神舟十六号）
- 唐胜杰 航天驾驶员（任务：神舟十七号）
- 江新林 航天驾驶员（任务：神舟十七号）
- 李聪 航天驾驶员（任务：神舟十八号）
- 李广苏 航天驾驶员（任务：神舟十八号）
- 宋令东 航天驾驶员（任务：神舟十九号）
- 王浩泽 航天飞行工程师（任务：神舟十九号）
- 陈中瑞 航天驾驶员（任务：神舟二十号）
- 王杰 航天飞行工程师（任务：神舟二十号）

#### 第四批
不晚于2022年10月启动选拔，预计耗时1年半左右，预计共入选12至14人，其中航天驾驶员7至8名，航天飞行工程师和载荷专家共5至6名（载荷专家2名左右），并首次在港澳地区选拔载荷专家。本批选拔考虑空间站任务和登月任务需求。
2024年5月，有报道提及一名具有電腦方面博士頭銜、专业于資訊科技及電腦範圍、在資訊技術支援部門工作的香港警察女總督察（引述名称为黎家盈）获选成为该批次載荷專家，已被借調到保安局并到北京进行训练，有机会参与中国载人登月任务。
2024年6月11日，中国载人航天工程办公室公布，中国载人航天工程第四批预备航天员选拔工作日前结束，共有10名预备航天员最终入选，包括8名航天驾驶员和2名载荷专家（香港地区、澳门地区各1名载荷专家）。
2024年8月，第四批预备航天员入队参加训练。

## 航天员飞行任务排班表
| 批次 | 航天员 | 载人航天飞行任务 | 载人航天飞行任务 | 载人航天飞行任务 | 载人航天飞行任务 | 载人航天飞行任务 | 载人航天飞行任务 | 载人航天飞行任务 | 载人航天飞行任务 | 载人航天飞行任务 | 载人航天飞行任务 | 载人航天飞行任务 | 载人航天飞行任务 | 载人航天飞行任务 | 载人航天飞行任务 | 载人航天飞行任务 | 在太空时间                  |
| 批次 | 航天员 | 神舟 五号        | 神舟 六号        | 神舟 七号        | 神舟 九号        | 神舟 十号        | 神舟 十一号      | 神舟 十二号      | 神舟 十三号      | 神舟 十四号      | 神舟 十五号      | 神舟 十六号      | 神舟 十七号      | 神舟 十八号      | 神舟 十九号      | 神舟 二十号      | 在太空时间                  |
| ---- | ------ | ---------------- | ---------------- | ---------------- | ---------------- | ---------------- | ---------------- | ---------------- | ---------------- | ---------------- | ---------------- | ---------------- | ---------------- | ---------------- | ---------------- | ---------------- | --------------------------- |
| 1    | 杨利伟 | ✔                |                  |                  |                  |                  |                  |                  |                  |                  |                  |                  |                  |                  |                  |                  | 21小时22分钟45秒            |
| 1    | 费俊龙 |                  | ✔                |                  |                  |                  |                  |                  |                  |                  | ✔                |                  |                  |                  |                  |                  | 191天2小时56分钟            |
| 1    | 聂海胜 |                  | ✔                |                  |                  | ✔                |                  | ✔                |                  |                  |                  |                  |                  |                  |                  |                  | 111天14小时12分钟           |
| 1    | 翟志刚 |                  |                  | ✔                |                  |                  |                  |                  | ✔                |                  |                  |                  |                  |                  |                  |                  | 185天5小时59分钟            |
| 1    | 刘伯明 |                  |                  | ✔                |                  |                  |                  | ✔                |                  |                  |                  |                  |                  |                  |                  |                  | 95天0小时29分钟             |
| 1    | 景海鹏 |                  |                  | ✔                | ✔                |                  | ✔                |                  |                  |                  |                  | ✔                |                  |                  |                  |                  | 201天17小时1分钟            |
| 1    | 刘旺   |                  |                  |                  | ✔                |                  |                  |                  |                  |                  |                  |                  |                  |                  |                  |                  | 12天15小时25分钟            |
| 2    | 刘洋   |                  |                  |                  | ✔                |                  |                  |                  |                  | ✔                |                  |                  |                  |                  |                  |                  | 195天0小时48分钟            |
| 1    | 张晓光 |                  |                  |                  |                  | ✔                |                  |                  |                  |                  |                  |                  |                  |                  |                  |                  | 14天14小时29分钟            |
| 2    | 王亚平 |                  |                  |                  |                  | ✔                |                  |                  | ✔                |                  |                  |                  |                  |                  |                  |                  | 197天0小时1分钟             |
| 2    | 陈冬   |                  |                  |                  |                  |                  | ✔                |                  |                  | ✔                |                  |                  |                  |                  |                  | ✔                | 214天15小时52分钟           |
| 2    | 汤洪波 |                  |                  |                  |                  |                  |                  | ✔                |                  |                  |                  |                  | ✔                |                  |                  |                  | 244天21小时又17分（进行中） |
| 2    | 叶光富 |                  |                  |                  |                  |                  |                  |                  | ✔                |                  |                  |                  |                  | ✔                |                  |                  | 374天13小时57分             |
| 2    | 蔡旭哲 |                  |                  |                  |                  |                  |                  |                  |                  | ✔                |                  |                  |                  |                  | ✔                |                  | 364天18小时又4分            |
| 1    | 邓清明 |                  |                  |                  |                  |                  |                  |                  |                  |                  | ✔                |                  |                  |                  |                  |                  | 186天7小时24分钟            |
| 2    | 张陆   |                  |                  |                  |                  |                  |                  |                  |                  |                  | ✔                |                  |                  |                  |                  |                  | 186天7小时24分钟            |
| 3    | 朱杨柱 |                  |                  |                  |                  |                  |                  |                  |                  |                  |                  | ✔                |                  |                  |                  |                  | 153天22小时40分钟           |
| 3    | 桂海潮 |                  |                  |                  |                  |                  |                  |                  |                  |                  |                  | ✔                |                  |                  |                  |                  | 153天22小时40分钟           |
| 3    | 唐胜杰 |                  |                  |                  |                  |                  |                  |                  |                  |                  |                  |                  | ✔                |                  |                  |                  | 187天20小时48分钟           |
| 3    | 江新林 |                  |                  |                  |                  |                  |                  |                  |                  |                  |                  |                  | ✔                |                  |                  |                  | 187天20小时48分钟           |
| 3    | 李聪   |                  |                  |                  |                  |                  |                  |                  |                  |                  |                  |                  |                  | ✔                |                  |                  | 192天4小时25分              |
| 3    | 李广苏 |                  |                  |                  |                  |                  |                  |                  |                  |                  |                  |                  |                  | ✔                |                  |                  | 192天4小时25分              |
| 3    | 宋令東 |                  |                  |                  |                  |                  |                  |                  |                  |                  |                  |                  |                  |                  | ✔                |                  | 182天8小时又40分            |
| 3    | 王浩澤 |                  |                  |                  |                  |                  |                  |                  |                  |                  |                  |                  |                  |                  | ✔                |                  | 182天8小时又40分            |
| 3    | 陈中瑞 |                  |                  |                  |                  |                  |                  |                  |                  |                  |                  |                  |                  |                  |                  | ✔                | 30天5小时又24分（进行中）   |
| 3    | 王杰   |                  |                  |                  |                  |                  |                  |                  |                  |                  |                  |                  |                  |                  |                  | ✔                | 30天5小时又24分（进行中）   |